# Cephalomappa sinensis
Espèce
Synonymes
- Cephalomappa sinensis (Chun & F.C.How) Kosterm.[2]
- Muricococcum sinense

Statut de conservation UICN

 VU B1+2c : Vulnérable
Cephalomappa sinensis est une espèce de plantes à fleurs de la famille des Euphorbiaceae. Elle a été décrite en 1956 en tant que genre seule représentante du genre Muricococcum. Elle est originaire du sud de la Chine (Guangxi, Yunnan) et du nord du Viêt Nam.
L'espèce est considérée comme vulnérable. 

## Publication originale
- Reinwardtia 5: 413. 1961.